# Mors (bebida)

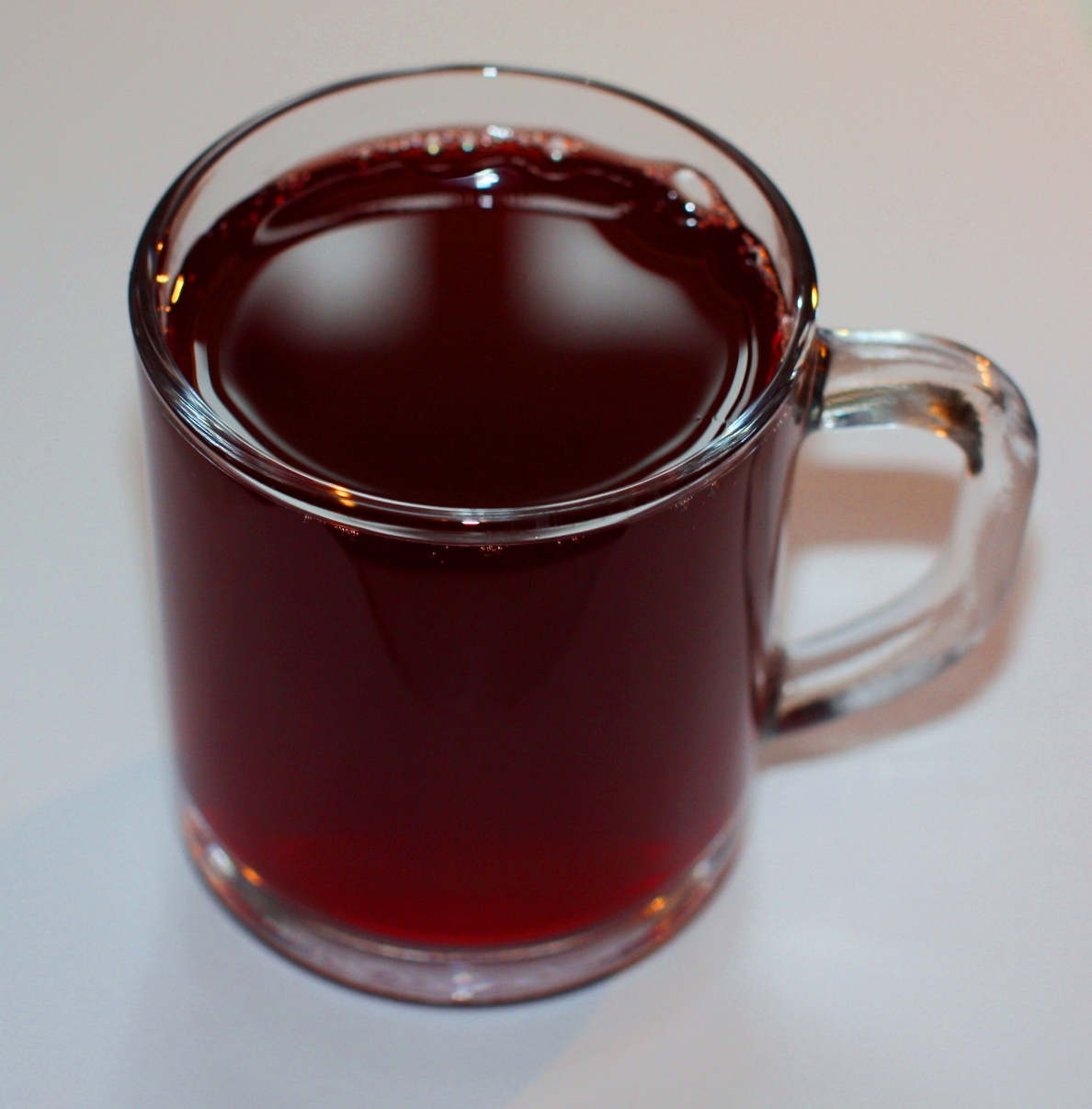
Taza de mors

El mors (en ruso: морс) es una bebida rusa no carbonatada prepreparada con bayas, principalmente arándanos rojos (y en ocasiones arándanos azules, fresones o frambuesas). Está constituido por zumos fermentados y filtrados mezclados con almíbar y agua potable. En lugar de zumo se pueden utilizar extractos de fruta con aditivos como esencias aromáticas, azúcares, colorantes y agua potable. En algunas recetas el zumo se hierve y después se enfría.
El contenido alcohólico del Mors es no inferior al 1% y el contenido sólido entre el 3.5% y el 4.4%.
El mors se utiliza en algunos cócteles alcohólicos.

## Historia
Se menciona por primera ocasión en el siglo XVI en el Domostroy con instrucciones para prepararlo, pero probablemente ha existido desde mucho antes.